# Justin Pierre Marie Macquart

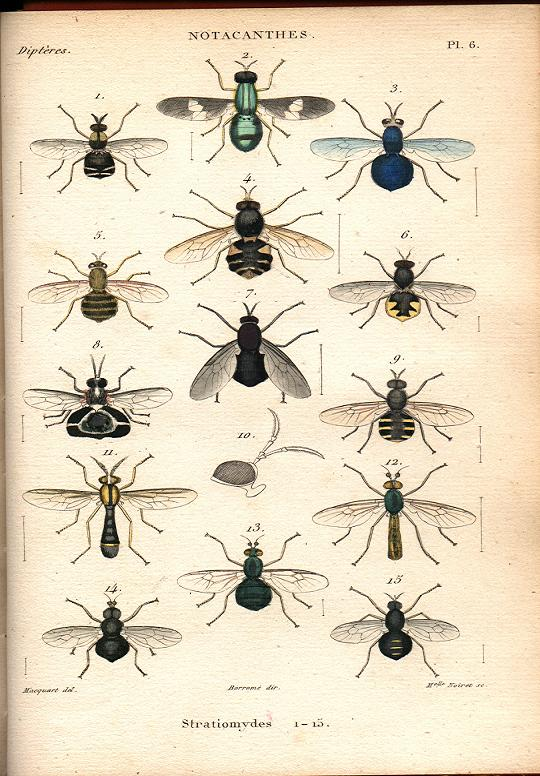
Een plaat uit Histoire naturelle des insectes. Diptères

Justin Pierre Marie Macquart (ook Pierre Justin Marie Macquart) (Hazebroek, 7 april 1778 - Lestrem, 25 november 1855) was een Frans entomoloog die zich specialiseerde in de studie van Diptera. Hij beschreef vele nieuwe taxa; zijn officiële auteursafkorting is Macquart.

## Biografie
Tijdens de Franse Revolutie diende hij anderhalf jaar in het Franse Rijnleger. Na zijn terugkeer in Frankrijk wijdde hij zich aan zijn passie, zijnde de studie van insecten. Hij vestigde zich in Rijsel en Lestrem, waar hij burgemeester was van 1817 tot 1830. Hij werd later lid van de conseil général van het departement Pas-de-Calais.
Pierre André Latreille raadde hem aan om zich te specialiseren in tweevleugeligen (Diptera). In 1826 verscheen het eerste deel van zijn werk Insectes Diptères du Nord de la France, dat uit vijf delen bestaat. Hij schreef twee delen over Diptera in de natuurwetenschappelijke encyclopedie Suites à Buffon, met als titel Historie naturelle des insectes. Diptères.
In 1839 bezocht hij Johann Wilhelm Meigen in Stolberg (Rijnland) en verwierf diens notities en tekeningen. Hij kocht ook Meigens collectie van Diptera en bracht ze naar Parijs, waar ze in het Muséum national d'histoire naturelle worden bewaard. De volgende jaren bestudeerde Macquart de grote verzamelingen insecten afkomstig van expedities en verzamelaars uit alle delen van de wereld die in Parijs waren samengebracht. Hij beschreef bijna 2.000 nieuwe soorten Diptera.
Hij was lid van verschillende Noord-Franse wetenschappelijke verenigingen en vanaf 1832 van de Société entomologique de France. Hij werd gedecoreerd tot Ridder in het Franse Legioen van Eer.

## Naar hem genoemde soorten
Diverse soorten Diptera zijn bij wijze van eerbetoon naar Macquart genoemd, daaronder:
- het geslacht Macquartia
- Tipula (Lunatipula) macquarti
- Hexatoma (Eriocera) macquarti
- Atomosia macquarti
- Michotamia macquarti
- Neolophonotus macquarti
- Neoscleropogon macquarti
- Reburrus macquarti
- Lampria macquarti
- Laxenecera macquarti
- Laphria macquarti
- Lasiopogon macquarti